# Albaner in Frankreich
Die Albaner in Frankreich (albanisch Shqiptarët në Francë, französisch Albanais en France) stellen als Einwanderer eine ethnische Minderheit des Landes dar. Personen albanischer Abstammung stammen aus Albanien, dem Kosovo, Nordmazedonien und Montenegro sowie aus der Türkei (Arnauten), aus Italien (Arbëresh) und aus Griechenland (Çamen und Arvaniten), von denen sich jedoch nicht alle zur albanischen Nation bekennen. Die Zahl der in Frankreich lebenden albanischen Staatsbürger liegt bei rund 22.000 (Stand 2017); für die Albaner aus Kosovo oder Nordmazedonien liegen keine Werte vor.

## Widerstand gegen die Italienische Besatzung 1940–1942
Die allmähliche Formierung militärischen Widerstandes im Jahre 1940–1942 der Albaner wurde von der albanischen Diaspora in Frankreich stark unterstützt. Am 16. April bestätigte das Kommando der albanischen Faschistenmiliz die Verteilung von „Propagandistischen Manifesten“, welche zum Aufstand aufriefen. Diese waren unter anderem am 11. April vom 18 Uhr bis 20 Uhr im Bezirk Vlora verstreut worden. Am 18. Mai 1942 wurde um 16 Uhr der erst vierzehnjährige Demir Arapi im Hof der Moschee der Stadt Elbasan mit einer Handgranate des Militärs aufgegriffen. Welche Bewandtnis es damit hatte, sollte Inhalt der kommenden Untersuchungen sein, vermerkte der Polizeibericht. Neben solchen Widerstandsformen entfalteten auch albanische Vereinigungen im In und Ausland anti-italienische Aktivitäten. Die zur Zeit der Regentschaft Zogus gegründete Gemeinschaft „Klika“ sei hier erwähnt, weil ihre Mitglieder beinahe durchgehend eines gemeinsam hatten: den Widerstand gegen die Italiener und die spätere Kollaboration mit den Deutschen. Obwohl diese Organisation in der Mitte der Dreißigerjahre von Zogu aufgelöst worden war. Hatten ihre Mitglieder untereinander während der gesamten Besatzungszeit weiterhin Kontakt. Präsident der „Klika“ war der Politische Sprecher von Mehdi bej Frashëri, Xharid Leskoviku. Die bekanntesten Mitglieder waren Fiqri Dine, Hysni Dema, Prenk Previzi, Rexhep Mitrovica und Maliq Bushati, der zwar im Frühjahr 1943 Italienische Quisling wurde. Zuvor aber die Italiener heftigst bekämpft hatte. Muharrem Bajraktari hingegen, ein weiteres herausragendes Mitglied, sollte nie Kollaborieren. Absprachen zwischen ehemaligen Mitgliedern der „Klika“ während der Zeit des Zweiten Weltkrieges sind zwar sehr wahrscheinlich, können jedoch aufgrund mangelnder Quellen hier nur vermutet bzw. sanft angedeutet werden.

## Bund der Albaner in Frankreich
Der Bund „der Albaner in Frankreich“ eine Organisation geflüchteter Zogisten in Frankreich. Er wurde von den italienischen Behörden schon bald registriert. Ihr klar anti-italienisches und antifaschistisches Flugblatt Ein Jahr Knechtschaft – ein Jahr Kampf sorgte im April 1940 für einige Aufregung. Es ist aktenkundig das einige von der Organisation persönlich angeschriebene Albaner in Albanien entweder aus Furcht oder inhaltlicher Ablehnung die gefährlichen Briefe aus freien Stücken der Polizei übergaben. In Großbritannien wurde ein „Komitee der Freunde des Albanischen Volkes“ das sich offensichtlich für die Unabhängigkeit Albaniens nach dem Krieg einzusetzen gedachte, Ende des Jahres 1940 bekannt. Ein sogenanntes Balkan-Komitee, deren meisten Mitglieder Persönliche Bekanntschaften mit Albanien wie auch mit Griechenland hatten, bekundeten im Januar 1941 seine „tiefe Sympathie mit dem Albanischen Volk“ verurteilte die italienische Aggression auf das schärfste und verlangte die Wiederherstellung der vollständigen Albanischen Unabhängigkeit.

## Bekannte Albaner in Frankreich
- Arben Bajraktaraj (* 1973), Schauspieler
- Angelin Preljocaj (* 1957), Tänzer und Choreograf
- Cizia Zykë (* 1957), Schriftsteller
- Lorik Cana (* 1983), Fußballspieler